# I Campionato dei Giochi dell'Estremo Oriente

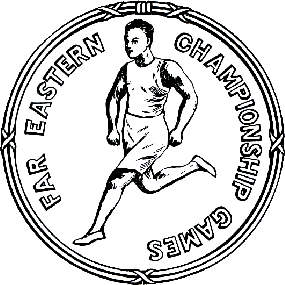

Il Campionato dei Giochi dell'Estremo Oriente 1913, prima edizione della competizione, si tenne a Manila, nelle Filippine, allora territorio degli Stati Uniti d'America, nel febbraio 1913.

## I Giochi

### Sport
- Atletica leggera
- Baseball
- Calcio[1]
- Nuoto
- Pallacanestro
- Pallavolo
- Tennis

## Nazioni partecipanti
- Cina
- Filippine
- Giappone[2]

## Medagliere[3]
| # | Nazione   | Oro | Argento | Bronzo | Totale |
| - | --------- | --- | ------- | ------ | ------ |
| 1 | Filippine | 7   | ?       | ?      | ?      |
| 2 | Giappone  | 1   | ?       | ?      | ?      |
| 3 | Cina      | 0   | 1+      | ?      | ?      |